# Пестике
Пестике (словен. Pestike) — поселення в общині Заврч, Подравський регіон‎, Словенія.